# Bellino II
Bellino II, född 26 februari 1967 i Frankrike, död 6 september 1981, var en fransk varmblodig travhäst. Han tränades 
av sin uppfödare och ägare Maurice Macheret och kördes oftast av Jean-René Gougeon.
Bellino II räknas som en av världens bästa hästar genom tiderna. Han tillhör de som har vunnit världens största travlopp Prix d'Amérique flest gånger med sina tre raka segrar åren 1975, 1976 och 1977. Enbart Ourasi har vunnit loppet fler gånger med sina fyra segrar. Vid sidan om Bellino II har även Roquépine och Uranie tre segrar vardera. Han är dock den enda av dessa Prix d'Amérique-rekordvinnare som även har tagit en Triple Crown inom fransk travsport, vilket innebär att man segrar i de tre stora loppen Prix d'Amérique, Prix de France och Prix de Paris under en och samma säsong. Detta gjorde Bellino II säsongen 1976. Enbart fyra hästar någonsin har lyckats med bedriften, Bold Eagle (2017), Bellino II (1976), Jamin (1959) och Gelinotte (1957 och 1956). Bellino II är den enda av dessa som samma säsong även segrade i världens största montélopp Prix de Cornulier på Vincennesbanan.
Utöver tre segrar i Prix d'Amérique (1975, 1976, 1977) segrade Bellino II under sin karriär även i andra stora lopp som Prix de Vincennes (1970), Prix de Cornulier (1973, 1975, 1976), Prix René Ballière (1974, 1975, 1976), Prix de Bretagne (1975), Prix de Paris (1975, 1976, 1977), Prix de l'Atlantique (1975, 1976, 1977), Grand Critérium de Vitesse (1975, 1976), Elite Rennen (1975), Prix de France (1976), Gran Premio Lotteria (1976), Prix du Bourbonnais (1976) och Grote Prijs der Giganten (1977). Han tog även tre raka andraplatser i International Trot (1975, 1976, 1977).